# Moshoeshoe II del Lesotho
Moshoeshoe II del Lesotho (nato Constantine Bereng Seeiso; Morija, 2 maggio 1938 – Monti dei Draghi, 15 gennaio 1996) è stato re del Lesotho dal 1966 al 1990 e nuovamente dal 1995 al 1996.
Rimase orfano del padre all'età di due anni, pertanto succedette come Capo Supremo del Basutoland alla reggente 'Mantšebo Amelia 'Matsaba, all'età di quasi 22 anni, il 12 marzo 1960. Ricoprì tale carica, con quella di capo dei Seeiso, sino a quando la colonia non ottenne l'indipendenza dall'Impero britannico sotto la sua guida, il 4 ottobre 1966.
I suoi poteri furono sempre limitati e il suo regno, segnato da una grande instabilità politica, venne interrotto per due volte. Mantenne infatti il titolo di re sino alla sua deposizione nel novembre del 1990 e tornò in carica nel gennaio del 1995, ma perse la vita in un incidente automobilistico quasi un anno dopo.

## Biografia

### I primi anni
Constantine Bereng Seeiso nacque il 2 maggio 1938 a Morija, come secondo figlio di Simon Seeiso Griffith e di 'Mabereng, sua seconda moglie. Dopo la morte del padre, il giovane Seeiso venne cresciuto dagli zii e iniziò ad essere istruito a Mokhotlong e in seguito alla Roma Primary School. Frequentò gli studi secondari dal 1948 al 1954, presso il Roma College.

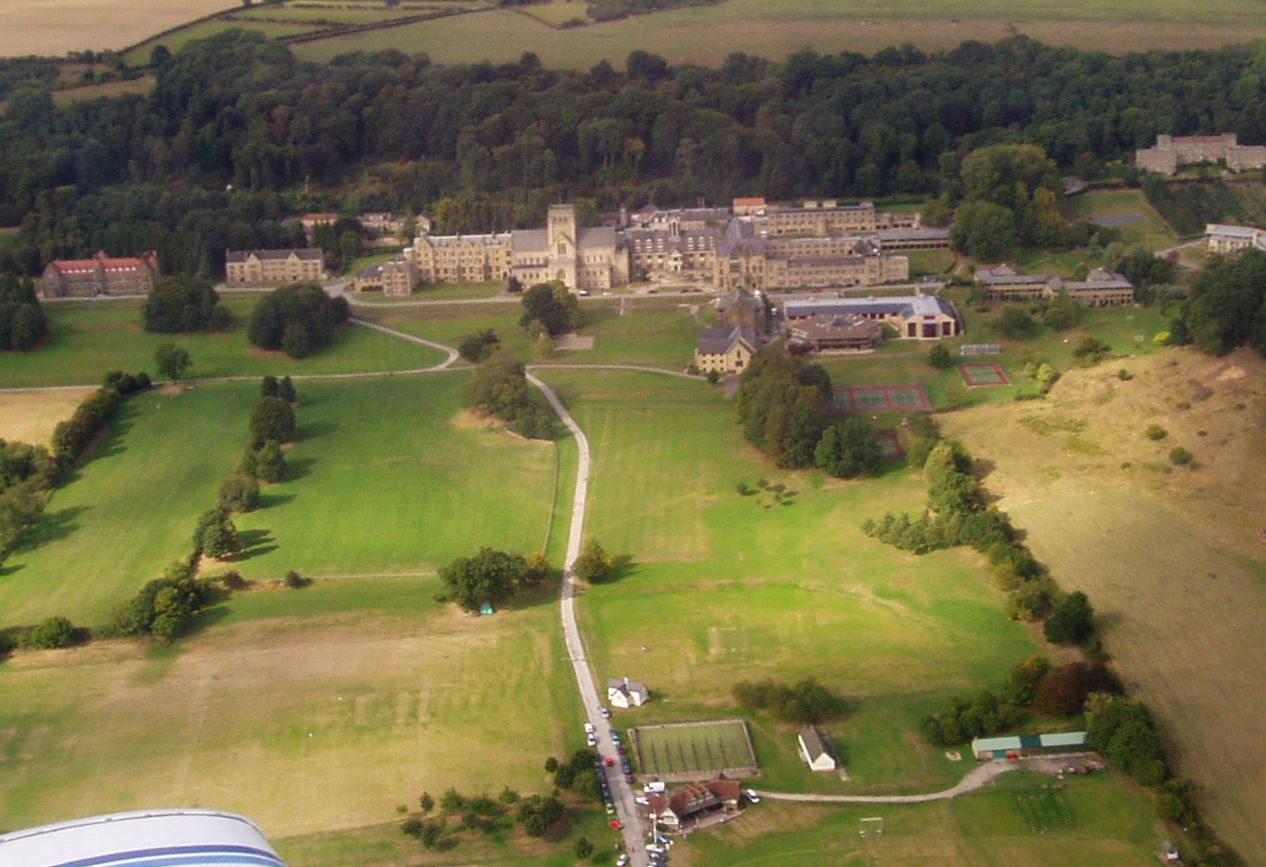
Veduta aerea dell'Ampleforth College

Studiò poi in Regno Unito all'Ampleforth College dell'omonima abbazia fino al 1957, anno in cui entrò al Corpus Christi College dell'Università di Oxford. Qui compì studi di politica, filosofia ed economia e ritornò nel Basutoland alla fine del 1959. Un anno prima partecipò a Londra alla sua prima conferenza, in seguito alla quale venne concesso l'autogoverno alla colonia. Si laureò nei primi anni settanta, dopo la ripresa degli studi a Oxford, dove apprese i costumi occidentali, comportandosi come un gentiluomo di campagna inglese, dedicandosi alla caccia e alla pesca.

### Capo Supremo del Basutoland
Era previsto che Constantine subentrasse alla reggente 'Mantšebo all'età di 25 anni, ma una disputa avuta con lei portò il giovane, sostenuto dalla maggioranza dei capi, ad assumere prima dell'età stabilita la carica di Capo Supremo del Basutoland, prendendo il nome dal trisnonno Moshoeshoe I.
Il 12 marzo 1960 avvenne il suo insediamento da Capo Supremo, nel periodo della decolonizzazione dell'Africa nera. Egli stesso, in quanto oppositore del dominio dell'Impero britannico, allineò il paese alla lotta indipendentista e si oppose all'apartheid nel confinante Sudafrica. Dopo i primi cinque anni di leadership, il 30 aprile 1965, il Basutoland arrivò pienamente all'autonomia inaugurando il periodo di pre-indipendenza, dopo la partecipazione del Capo Supremo a una conferenza costituzionale nel 1964.
Nel 1965, ritenendo l'istruzione fondamentale per il progresso del paese, si occupò anche di fondare la Moshoeshoe II High School, nel tentativo di ridurre le problematiche che riscontravano gli studenti nel raggiungere gli edifici scolastici. Nel 1966 prese parte anche alle riunioni sull'imminente libertà del Basutoland e il paese perse lo status di colonia il 4 ottobre, mutando nell'attuale Lesotho.

### Il regno

#### Anni sessanta e settanta
In poco più di un mese il neonato regno divenne membro del Commonwealth, dell'Organizzazione delle Nazioni Unite (17 ottobre) e dell'Organizzazione dell'unità africana (8 novembre). Moshoeshoe II però, da monarca costituzionale, iniziò a desiderare poteri politici più ampi, in contrasto con il primo ministro Leabua Jonathan, che lo esortò a rimanere fuori dalla politica. In breve tempo i sostenitori del re e la polizia del Governo si scontrarono sul Thaba Bosiu il 27 dicembre 1966, in un conflitto che provocò il decesso di nove persone. Il giorno successivo il re venne posto agli arresti domiciliari nella capitale Maseru e i suoi sostenitori provocarono la morte di una persona a Leribe, dopo aver attaccato una stazione di polizia il 3 gennaio 1967.
Il 5 gennaio 1967 Moshoeshoe II accettò di agire secondo le norme stabilite dalla Costituzione, rinunciando al desiderio di un coinvolgimento più attivo nel governo. Da allora il rapporto tra il sovrano e il primo ministro fu sempre teso e il re non si presentò al suo funerale nel 1987.

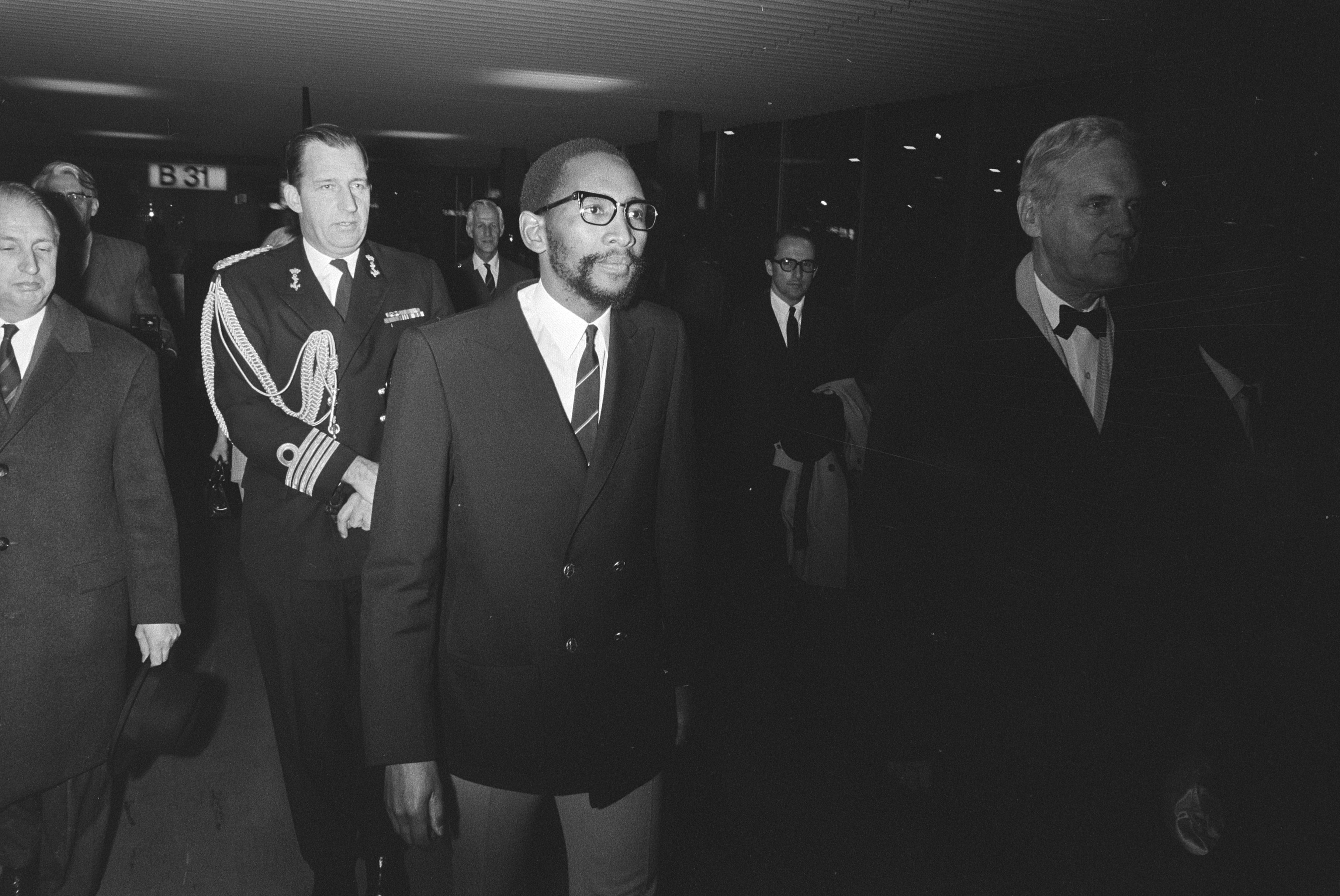
Moshoeshoe II in partenza dall'aeroporto di Amsterdam-Schiphol, il 3 dicembre 1970

Verso la fine del gennaio del 1970 il re e l'opposizione entrarono in contrasto con Leabua Jonathan, che aveva intenzione di sciogliere il Parlamento dopo che il suo partito aveva perso le elezioni. Jonathan svestì quindi il re della sua autorità politica, dopo aver sciolto il Parlamento e sospeso la Costituzione, di modo da ristabilire nelle sue mani il controllo della nazione e del Governo. Il 31 marzo Moshoeshoe II si recò in esilio nei Paesi Bassi, lasciando la reggenza a giugno nelle mani della moglie 'Mamohato, per fare ritorno quasi un anno dopo, il 4 dicembre 1970, in seguito alla promessa di non intervenire in politica. Riprese così anche a svolgere il suo ruolo, ma giurò come capo di Stato, il 6 dicembre, con funzioni soltanto cerimoniali.
Fu in questi anni che istituì il Mohato Scolarship Fund, finanziato da egli stesso, che si occupava di migliorare la formazione dei giovani lesothiani più bisognosi. Anche negli anni a venire mantenne legami con il mondo educativo, ricoprendo la carica di rettore dell'Università del Botswana, Lesotho e Swaziland e dell'Università Nazionale del Lesotho dal 1976, interessandosi al progresso dell'istituto. Nel 1975 fondò il Matsieng Development Trust, con l'obiettivo di promuovere lo sviluppo del settore rurale sulle basi dell'auto-aiuto e dell'autosufficienza.

#### Anni ottanta e novanta
Il 20 gennaio 1986 salì al potere un consiglio militare guidato dal generale Justin Lekhanya, che destituì il primo ministro con un golpe. Nello stesso anno Moshoeshoe II vide aumentare l'importanza del suo ruolo con il trasferimento in lui dei poteri esecutivo e legislativo e il 27 marzo emanò un decreto che vietava le attività dei partiti. Il 19 febbraio 1990 Justin Lekhanya rimosse dal consiglio militare i colonnelli Khethang Mosoeuyane, Thaabe Letsie e Sekhobe Letsie, lanciando loro l'accusa di aver architettato un colpo di Stato che ripristinasse definitivamente il potere della monarchia.
Il 22 febbraio il re fu privato dal consiglio militare dei primi due poteri dello Stato, che gli vennero conferiti con il Lesotho Order No.1, dopo che ammise a Lekhanya di aver espulso dal paese i membri del Congresso Nazionale Africano. Il 5 marzo venne nuovamente revocata la sua autorità politica, proprio quando sembrava che le due parti avessero raggiunto un accordo.

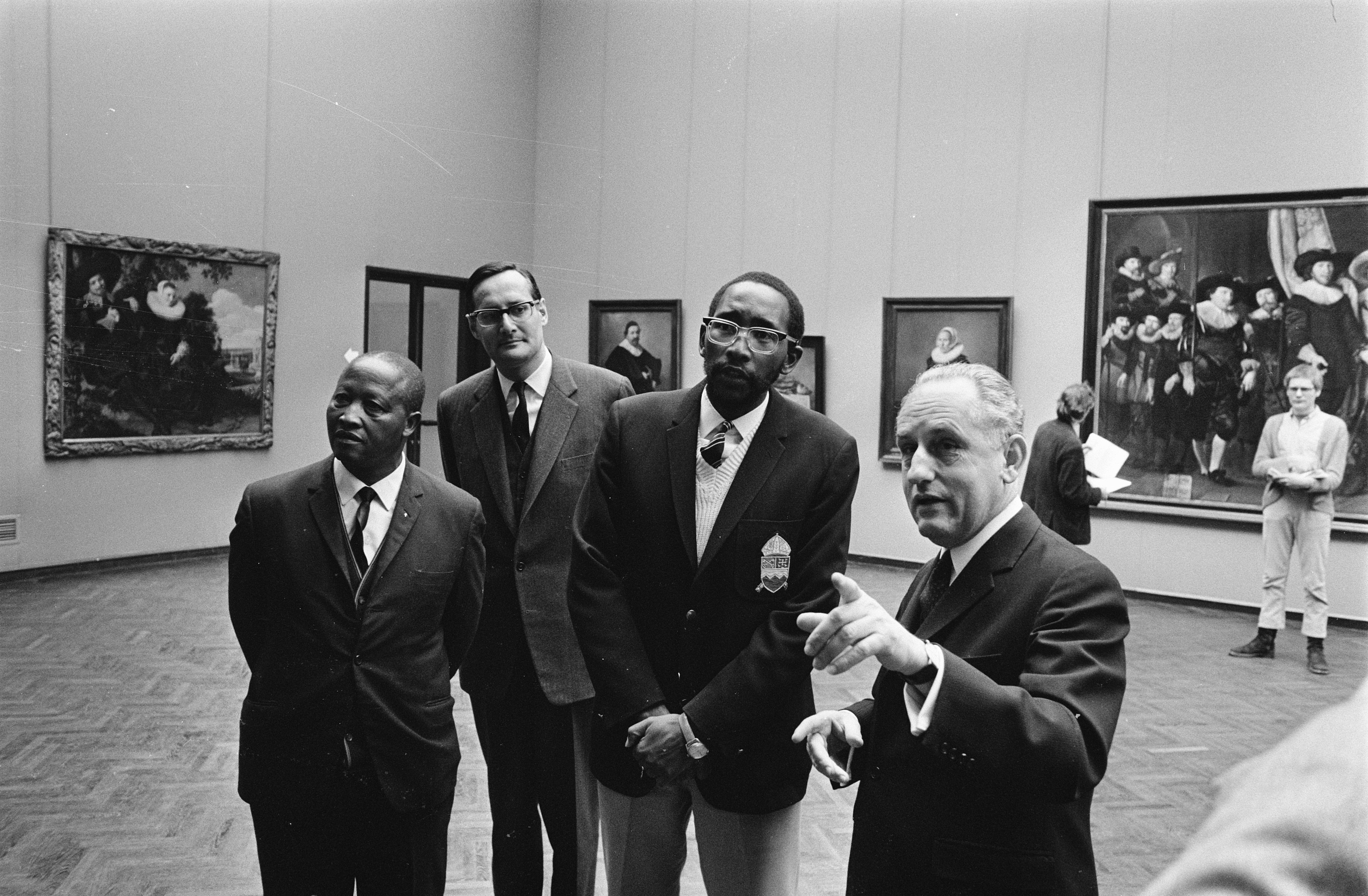
Moshoeshoe II il 9 aprile 1970 al Rijksmuseum in esilio olandese

Rifiutandosi di ricoprire un ruolo marginale, il 10 marzo 1990 il re si recò per la seconda volta in esilio, stavolta a Londra, e la regina 'Mamohato assunse di nuovo la carica di sovrana provvisoria. Il 14 maggio venne fondata l'Assemblea Nazionale Costituente, con l'obiettivo di redigere una nuova Costituzione, e il 24 ottobre Justin Lekhanya annunciò che il re sarebbe tornato in breve tempo a Maseru. Tuttavia, il 6 novembre fu deposto dal consiglio militare, lasciando la carica sei giorni dopo al suo primo figlio, il trentenne principe ereditario David, che venne forzatamente incoronato con il nome di Letsie III.
Nel luglio del 1992 Moshoeshoe II rientrò in patria, in qualità di normale cittadino. In un clima di instabilità, in seguito alle elezioni parlamentari del 1993, il Governo russo propose dei negoziati che potessero garantire la pace, il 27 gennaio 1994, e 17 membri della Comunità di sviluppo dell'Africa meridionale furono inviati il giorno seguente in Lesotho dai governi di Botswana, Sudafrica e Zimbabwe, nel tentativo di conciliare le forze politiche. Si giunse così a un negoziato, il 14 settembre, tra Letsie III e il primo ministro Ntsu Mokhehle, che avrebbe riportato al trono Moshoeshoe II dopo l'abdicazione del figlio.

#### La morte
Come prevedeva il negoziato, Moshoesoe II venne restaurato al trono il 25 gennaio 1995. Quasi un anno dopo, il re morì all'età di 57 anni in un incidente su strada, quando la sua macchina uscì fuori da un percorso di montagna nelle prime ore del 15 gennaio 1996. Nell'incidente rimase ucciso anche il suo autista.
Secondo fonti governative e quattro mesi di indagini, Moshoeshoe II si era recato all'una di notte per visitare il suo allevamento di bovini a Matsieng e stava facendo ritorno a Maseru attraverso i Monti Maloti, quando l'autista perse il controllo della vettura poiché sotto effetto dell'alcol. Letsie III ottenne nuovamente la corona il mese successivo.
La sua sepoltura fu preceduta da una processione che si estese dalla fattoria prediletta del re presso Matsieng fino al Thaba Bosiu, l'altopiano dove vennero tumulati i suoi predecessori. Alcune delle personalità presenti furono Frederick Chiluba, Nelson Mandela, Quett Masire e Robert Mugabe.
Durante i suoi regni si era recato in visita di Stato nelle Bahamas, in Botswana, Cina, Etiopia, Germania Ovest, Ghana, Kenya, Liberia, Nigeria, Stati Uniti d'America, Svezia, Swaziland, Tanzania, Zaire e Zambia. Era solito prendere parte ad attività quali passeggiate di beneficenza, volte a raccogliere fondi per programmi di sviluppo. Fu anche patrono di organizzazioni benefiche quali la Croce Rossa del Lesotho e il Lesotho Save the Children Fund.

### Interessi personali
Gli interessi di Moshoeshoe II comprendevano l'equitazione, lo squash e il tennis. Fu anche appassionato di agricoltura mista e proprietario e allevatore di cavalli da corsa e di allevamenti di bovini, capre e pecore.

## Primi ministri

### Basutoland
1. Sekhonyana Nehemia Maseribane (1965-1965);
2. Leabua Jonathan (1965-1986).

### Lesotho

#### Dal 1966 al 1990
1. Leabua Jonathan (1965-1986).

#### Dal 1995 al 1996
1. Ntsu Mokhehle (1994-1996).

## Discendenza
Moshoeshoe II del Lesotho sposò la principessa Tabitha Masentle Lerotholi Mojela (poi nota col nome di 'Mamohato Bereng Seeiso) nel 1962, dalla quale ebbe due figli e una figlia:
- Principe David Mohato Bereng (1963);
- Principe Seeiso Bereng (1966);
- Principessa Constance Christina 'Maseeiso (1969-1994).

## Titoli e trattamento
- 4 ottobre 1966 - 12 novembre 1990: Sua Maestà, il re del Lesotho
- 12 novembre 1990 - 25 gennaio 1995: Sua Maestà, il re Moshoeshoe II del Lesotho
- 25 gennaio 1995 - 15 gennaio 1996: Sua Maestà, il re del Lesotho